# 雪鞋
雪鞋（英語：Snowshoes，也译作雪掌、熊掌鞋、踏雪板、雪套），是用于在雪地上行走的鞋具。雪鞋通过将人体的重量分散在更大的区域，从而避免在行走的时候完全的陷入雪地当中。
传统雪鞋使用硬木材质，配以生牛皮绷的网。除增大接触面积以分散重量外，雪鞋的前端也会做上翘处理以提供机动性。为避免行走时碰到的雪在雪鞋上堆积，生牛皮被绷制成网格，此外还有一个绑定系统用以固定雪鞋和脚部。虽然部分现代的雪鞋也使用类似的设计，但绝大多数会使用轻质金属、塑料以及化纤材质的材料来制作。
雪鞋对北美的皮毛贸易商及猎人等生活在积雪很深且有经常性降雪区域的人来说，曾是非常重要的工具。现在则是森林巡警等需要进入积雪区域，而积雪厚度又使得摩托化车辆无法进入的情况下的人的必需品。目前雪鞋主要用于娱乐用途。遠足及跑步的人们会穿上雪鞋以在冬季继续活动。雪鞋很容易上手，在合适的情况下也相对安全，亦是一个投入不大的娱乐活动。但需注意的是，在结冰及陡峭地形下穿雪鞋相对危险。

## 发展

### 起源

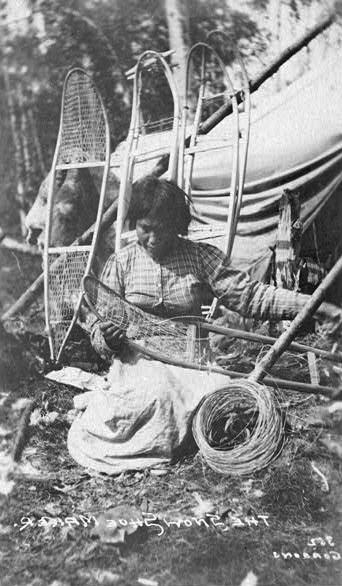
传统雪鞋制造者，约1900-1930年

在人类开始制造雪鞋之前，大自然已提供了样品。白靴兔等一些典型动物，在长期进化后长出超大尺寸的脚，这使得他们可以在较深积雪的地方更快速的活动。
虽然历史学家们相信雪鞋在4000到6000年前可能在中亚地区就已经被发明，但无法确切得知最早起源的年代。英国考古学杰奎·伍德猜测，之前所发现的铜石并用时代的木乃伊冰人奧茨被认为是背包框架的工具其实是雪鞋的一部分。斯特拉波也曾经记述高加索居民会将皮革的平坦的一面绑在他们的脚上，或者是使用类似的圆形木质材料来替代。但我们现在所说的“传统”使用绷网的雪鞋是直接起源于北美比如休伦人，克里人等原住民。萨缪尔·德·尚普兰在他的旅行回忆录这种写道：“在冬季，降雪特别多的时候，他们（印第安人）会制作一种比在法国使用的大两到三倍的雪鞋。他们会把雪鞋系在自己的脚上，这样即使在雪地行走也不会陷入其中。否则他们就不能进行狩猎活动或者往返于两地之间了。”
两组使用雪鞋的人类祖先产生了分叉，这形成了我们至今仍然能够见到的两种不同的雪鞋模式。他们中的一组向北迁徙一直到达现在的斯堪的纳维亚地区，之后放弃了雪鞋而最终将设计转变成为了越野滑雪的原型；而另外一组向东北迁徙，最后跨过白令海峡之后到达北美。

### 北美原住民

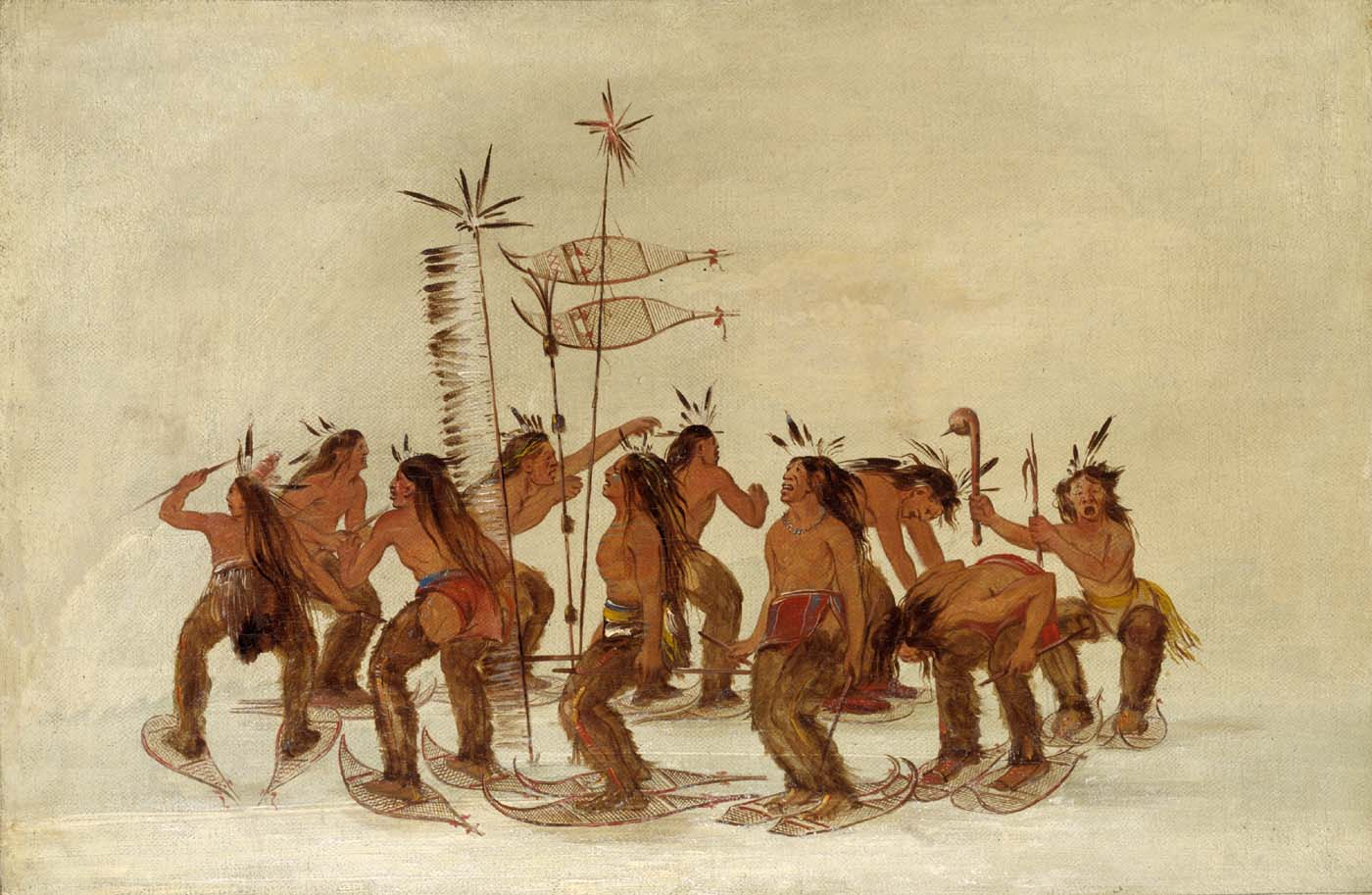
欧及布威族的雪鞋舞

20世纪前北美原住民已发展出了最为先进及种类繁多的雪鞋。几乎每一支美洲原住民的文化中都发展出其自有独特形状的雪鞋。最北端所发展出的最为简单也最为原始。因纽特人有两种款式的雪鞋，一种是长约46厘米的三角形，另外一种基本就是个圆。两种风格都为满足不陷入松散粉雪的需要。不过与流行的看法相反的是，因纽特人使用雪鞋并不多，因为他们在冬季步行活动大多数情况都是在结冰的海面以及冻土地带，而这些地方的积雪并不会特别深。
向南一些，雪鞋的样式变得更窄也更长。最大的是克里人所使用的狩猎用雪鞋。这种雪鞋长度可以将近1.8米，并且前端往上翘。即使是更小一些的雪鞋，最为典型的是易洛魁聯盟所发展出的更窄更短一些的雪鞋，也反应了这类雪鞋是为在森林地区满足机动性的需要。
在马被引入之前，大草原印第安人在冬季的时候穿上雪鞋进行美洲野牛的狩猎。尽管在形式上会有很大不同，雪鞋事实上是那些生活在冬季多雪区域，特别是北美地区所有部族之间不多的共同文化元素之一。

### 欧洲人的使用

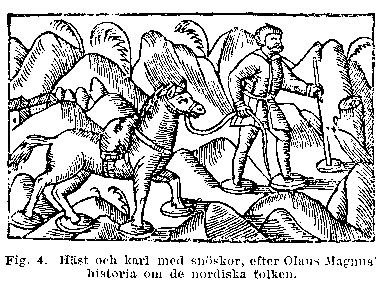
16世纪绘制的瑞典旅行者

雪鞋慢慢被到达北美的欧洲人所接受，其中法国船夫以及伐木工要比英国开拓者接受要早的多。根据《大英百科全书》记载，这些船夫主要都是18以及19世纪使用独木舟开拓航道的法属加拿大皮毛商。而法国人在之前积累的雪鞋经验差点改变了法國－印第安人戰爭的结局，其中最为人津津乐道的就是一场名为“雪鞋之役”。
然而英国人学习的也很快。《牛津英语词典》早在1674年就对这个术语的进行了记录。十六年之后，在法国人和印第安人组成的突击小组进攻了一个位于今天纽约州斯克内克塔迪市附近的英国殖民据点之后，英国人穿上了他们自己的雪鞋追逐了约80公里，最终解救了被进攻者所带走的人员以及物资。
伐木工所穿的“水滴形”雪鞋约1米长，并且相对较宽。而纤夫所穿雪鞋长度会超过1.5米，并且非常窄。这种老式形状的雪鞋很类似于网球球拍，而实际上法语当中也将雪鞋称之为雪球拍（raquette de neige）。
这种形状的雪鞋被18世纪末期的加拿大各个雪鞋俱乐部所采纳。这些俱乐部最早建立的目的是为了军事训练，而后来成为了最早将雪鞋作为娱乐用途的使用者。
蒙特利尔雪鞋俱乐部（成立于1840年）将水滴形的雪鞋进行了改进，长度方面缩短到1米左右，宽度改为38至46厘米，前端稍微上翘，并将尾端改成类似尾巴的样子。这样一来，雪鞋大大降低了重量变得更适合竞赛用途，并且在用于巡游或者狩猎的时候也更结实。尾巴的设计在使用的时候也能保持雪鞋沿直线前进。
另外一个变种被称为“熊掌”。这种雪鞋的尾端进行了弯曲处理而不是尾巴状的设计。早先的一些雪鞋狂热者们发现这种雪鞋使用起来比较难以掌握，因为在雪鞋的中部比较厚，并且比较笨重，也没有便携打包的优势，同时在狭窄空间活动的时候缺乏灵活性。后来发展出两种传统形式的熊掌：东部是被那些称之为杉树粉碎机的伐木工所使用的椭圆形框架带木质交叉支撑架的版本；而在西部版本是不带木质支撑的圆形处理三角形框架。
传统雪鞋使用单根较为结实的木料制成，通常是白蜡木。先将木料弯曲成圆弧，将两端困在一起，并在中部加上轻质的横杆，然后使用处理过的驯鹿皮皮条或者其他的兽皮条在框架内编制成密网。只在横杆的后边留一个小的空缺，以便穿着莫卡辛鞋的脚尖活动。最后通过皮革带来将鞋子固定在雪板上，有的时候也会使用皮带扣。原住民现在仍然在制作并销售这种款式的雪鞋。

## 现代雪鞋

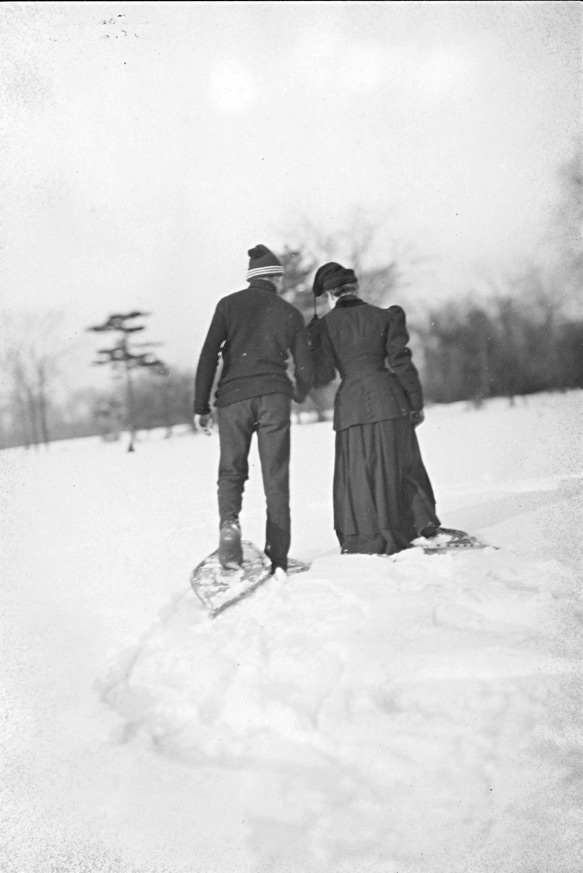
1907年一对使用雪鞋的加拿大夫妇

纵然一些人认为传统雪鞋制作的工艺是非常有价值的，但除去土著居民以及一些类似北极冬季运动会之类的竞赛，基本已经没有多少爱好者会去使用老式的雪鞋了。他们经常会被看见挂在墙上、壁炉架上，或者由滑雪旅馆作为装饰用。
虽然许多雪鞋爱好者比较偏向于使用铝合金的雪鞋，但还是有许多雪鞋爱好者更偏好木质雪鞋：木质的框架不容易被冻住，还有一个原因就是他们用起来很安静。
将雪鞋用作娱乐用途开始于加拿大魁北克的雪鞋俱乐部，而真正将雪鞋制造出来专门用于娱乐开始于19世纪晚期，那个时候将雪鞋作为单纯娱乐的用途已经变得更加广泛了。
20世纪晚期，雪鞋被彻底重设计。这场变革开始于1950年代，一家佛蒙特州名叫Tubbs的公司制作了一款名为綠山山脈熊掌鞋，这种雪鞋结合了熊掌鞋较短的款式以及比之前所使用的雪鞋更窄的宽度。这款雪鞋很快就成为当时最为流行的雪鞋。

### “西部”雪鞋
1972年，Gene Prater和Bill Prater两兄弟在华盛顿州的喀斯喀特山脉测试了新的设计，这也是现今为人所熟知的雪鞋。他们使用了铝管以及取代皮条的氯丁橡胶和尼龙盖板。为了能够在登山的时候更容易使用，Prater兄弟还开发出带铰链的绑定系统以及在雪鞋底部加装了鞋釘。
Sherpa Snowshoe公司开始生产这种“西部”雪鞋，这款雪鞋也变得非常流行。但美國東部的雪鞋使用者们刚开始是抱有怀疑态度的，他们相信这种款式在东部并不需要。直到Prater两兄弟在新罕布什尔州的華盛頓山进行了展示之后，所有的使用者都开始转向使用Sherpa的雪鞋。
这种使用了铝或者不锈钢框架，以及利用了在技术上优势的塑料还有注塑工艺所制造的雪鞋，不仅更轻也更耐用。这种雪鞋基本不需要进行什么保养，并且通常配有非常好抓地性能的冰爪。
一些例如Mountain Safety Research公司产生的“Denali”这款雪鞋，完全没有使用到金属框架，并且可以在后端加装可拆卸的加长尾部。更新的型号还有能把后跟垫高的“上升器”，你可以在上山过程中将其翻起。
使用整块盖板来取代之前的网格结构让很多雪鞋爱好者大吃一惊，因为之前人们一直相信这些网格能够避免雪在雪鞋上积累。不过在实际使用中，不管使用这两种雪鞋的哪一种，基本没有多少雪会从这些开孔处通过。
氯丁橡胶还有尼龙的盖板也展示了超强的防水特性，在受潮时，他们比生皮有更小的弹性，同时也不用每年涂漆进行处理。最后他们被更轻的材料，如聚丙烯所取代了。
这种更为运动款的设计，在滑雪吸引了冬季娱乐爱好者更大的兴趣期间遭遇了一段时间的沉寂，在这之后又获得了新生。在美国，雪鞋玩家的数量在1990年代翻了三倍。
事实上，在有条件的滑雪场已经开始为游客提供用于专门进行雪鞋徒步的线路。一些比较受欢迎的徒步地区在更冷的月份有几乎和夏季周末一样多的人来此雪鞋徒步。

## 选择

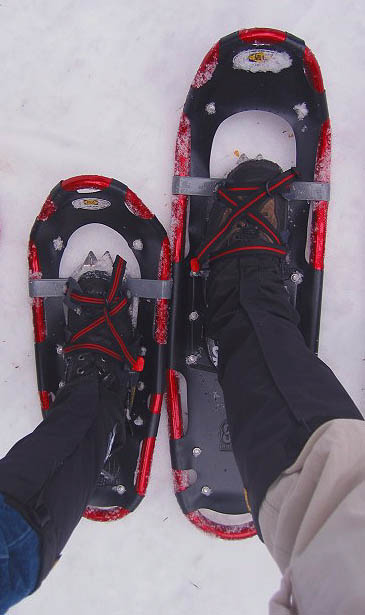
绑好的不同型号的雪鞋

如同越来越多的冬季娱乐爱好者重新发现了雪鞋一般，也有越来越多不同的新型雪鞋可供选择。在滑雪场以及户外装备店都有雪鞋可供租赁。
现今的雪鞋可以分为三种：
- 有氧运动/跑步用途（小巧轻质，设计用途不包括越野）
- 娱乐用途（大一些，设计用于4.8-8公里普通到中等强度的步行）
- 登山用途 （最大，用于山地爬升，长距离旅行以及用于野路）

雪鞋的尺码通常用英寸来标示。登山用的雪鞋最低长度30英寸（76厘米）长，10英寸（25厘米）宽，而一双轻一些的竞赛用雪鞋会更窄并且只有25英寸（64厘米）长或者更短。
不管结构怎样，所有木质雪鞋都被我们成为“传统”雪鞋，而用其他材料制作的雪鞋我们都称作“现代”雪鞋。
虽然针对不同用途雪鞋有很多选择，但是对于更高大的使用者应该买更大的雪鞋。一个通用的公式就是每增加一磅（0.45公斤）的体重就要相应的在雪鞋上增加一平方英寸（14.5平方厘米）的面积以支撑增加的重量。使用者还需要考虑的是他们所背负装备的重量，特别是还可能需要自行开路的时候。如果打算进入有较深的粉雪的地方，仍需使用更大的雪鞋。
尽管没有统一的标准，很多雪鞋厂家都做了针对各自的雪鞋进行了承载能力的标称。

### 绑定

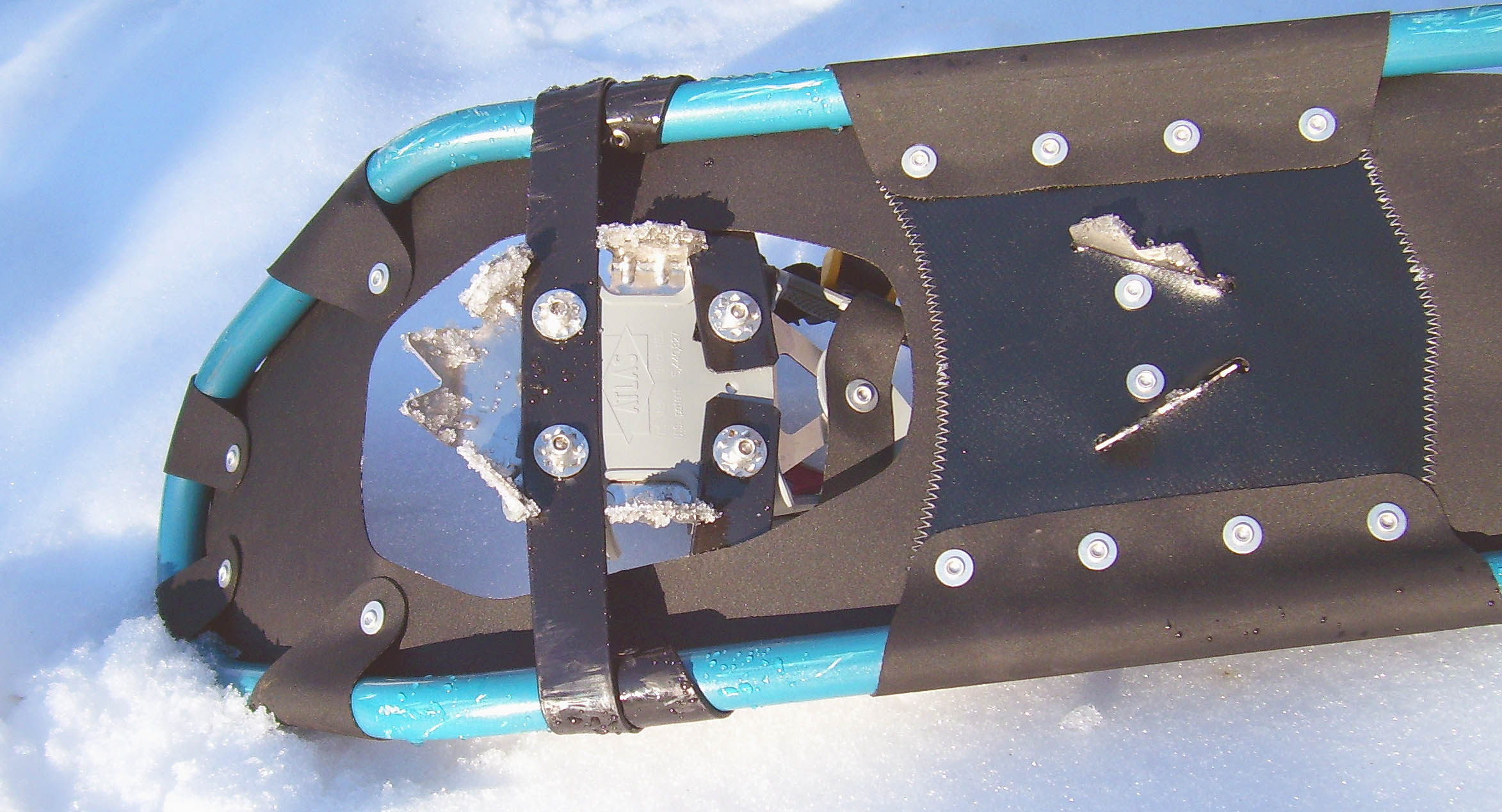
固定好的现代雪鞋上部

通常在滑雪板以及木质雪鞋会特别标明绑定系统需要单独购买而不是自带。一种普遍的款式叫做“H”绑定，其构成是由一条绕过足跟的织带，然后穿过两根脚尖和脚背的织带形成的一个大概的字母H形。
在现代的雪鞋上，有两种形式的绑定系统：固定旋转（也被称作有限旋转）绑定，以及全旋转绑定。不管使用的是哪种绑定系统，脚跟都可以自由的抬起，他们区别就是前脚掌如何跟雪鞋相连。
在固定旋转绑定的情况下，绑定系统与雪鞋尾部使用一根弹性的织带连接在了一起，这样每次起脚的时候雪鞋的尾部也会跟着往上而不是在后边拖着。固定绑定的雪鞋更多的是偏向于竞技使用。而全旋转绑定则可以让使用者的脚趾转动到低于雪鞋鞋面的位置。这种雪板可以让雪板下的冰爪防滑齿能够踢入雪坡之中从而提供爬升的抓地力。也正因为雪鞋的后部是拖着走的，在侧向移动以及后退的时候使用起来会很笨拙。使用固定旋转绑定的雪鞋会将雪踢起到的使用者后腿部分，而这种情况在使用全旋转绑定的时候不太可能发生。
绑定通常使用若干织带，通常是三根，用来将脚部和雪鞋捆在一起。一些款式的雪鞋在脚尖的位置使用的是杯状的设计。一个很重要的事情就是使用者能够很方便的操控这些织带，因为不管是解除还是收紧绑定，双手不带手套暴露在寒冷环境中都有可能导致冻伤的发生。在穿雪鞋的时候需要注意的是，左脚和右脚是有区别的，你可以通过收紧和解开绑定的织带头来判断，他们总是要对着身体外侧，以此避免在行进过程中被反复踩踏。
在1994年，Bill Torres和他的一个年轻助手设计出了穿戴式绑定系统。这种设计使得在穿着塑料靴（登山使用）频繁转换于冰爪以及雪鞋的时候会轻松许多。

### 配件

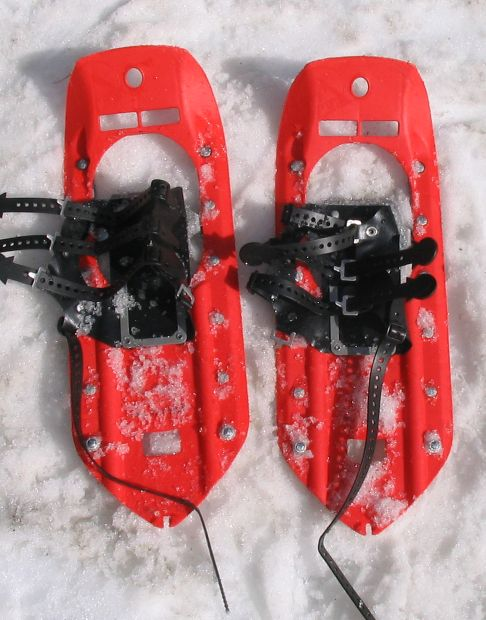
MSR的塑料雪鞋

雪鞋使用者通常会使用徒步手杖以帮助他们在雪地行走的时候保持平衡。一些厂家已经开始生产专门配合雪鞋使用的手杖了。这些手杖配有类似滑雪杖上的更大尺寸的雪托。除此之外，雪鞋就没有其他什么需要的配件了。虽然绝大多数娱乐用途的使用者更偏好徒步靴（跑步者除外，他们更喜欢運動鞋），其实大多数的鞋子都可以穿进雪鞋。但是滑雪靴只能用在一些特定型号的雪鞋上，例如MSR的Denali，否则的话就得让越野滑雪者们为了雪鞋专门再带上一双其他的鞋子了。
如果去较深积雪的地方，雪鞋使用者通常会带上一副长雪套来避免雪从上部灌入他们的靴子里边。一些雪鞋厂家还在他们的生产的雪鞋上提供有覆盖靴子或者鞋头的设计来提供同样的保护效果。
对于一些型号的雪鞋来说，同样推荐使用拿来携带雪鞋的携行装备，特别是旅程不会全程使用雪鞋的情况下。一些背包厂商在背包上提供有“菊环”设计，可以通过上边波浪形的织带环将雪鞋固定在背包上。为了避免尖锐的防滑齿损坏碰到的其他物体表面，一些雪鞋生产商也在他们产品当中配备了携行包以及提包。
通常雪鞋在寒冷的天气里不会出什么问题，使用者只要按照多层着装的原则来准备衣物和合适的装备就好。

## 使用技巧

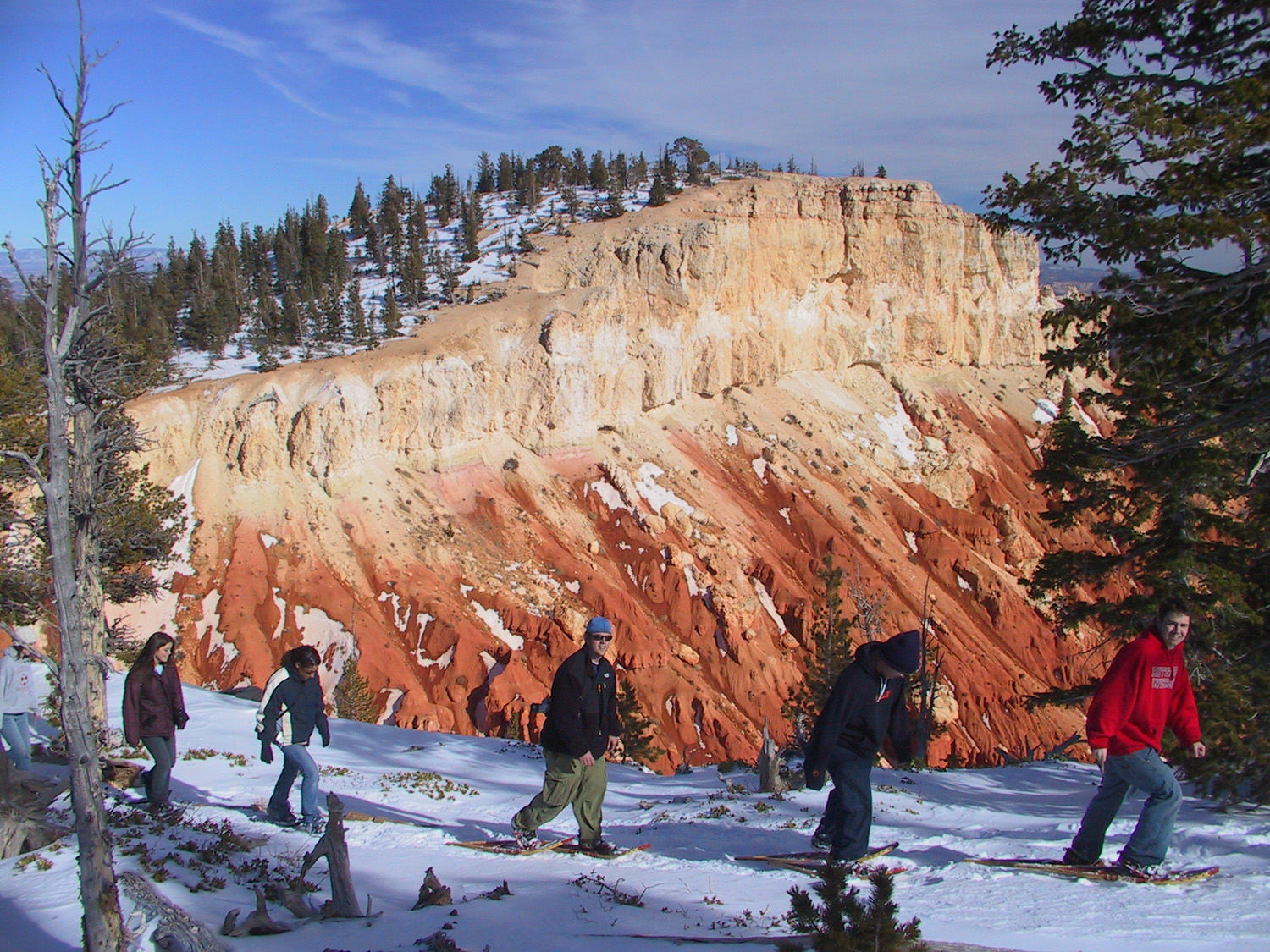
布萊斯峽谷國家公園的雪鞋使用者

雪鞋最佳的使用环境是在地面有足够厚的积雪，通常20厘米或更厚，能够在行走的时候让雪鞋和地面之间压缩出一层雪层。但是，相对于流行的看法，雪鞋在非常光滑的冰面以及陡峭地形表现并不佳。和冰爪相比，雪鞋在冰面上几乎提供不了什么抓地力。对于新手雪鞋使用者来说，经常发生的一件事就是穿着雪鞋爬上陡坡登顶最后却发现下山要比上山难的情况。在有冰面的情况下，夏季徒步线路更需要的是登山技巧以及相应的装备而非雪鞋。

### 步行
雪鞋使用者们经常说的一句话就是，只要你会走，你就会使用雪鞋。在理想情况下，这句话是对的。但是使用雪鞋步行还是要进行一些细微的调整。使用雪鞋步行的方法是轻微的抬起雪鞋，然后让一边的雪鞋内侧从另一只雪鞋上跨过去，从而避免使用不自然，并且容易使人疲劳的两腿向两边分开的步法。学会轻微向前转动双脚对于使用雪鞋也是必须的。在刚开始的时候使用夸张的大步伐效果最好，特别是在使用更大尺寸或者传统雪鞋的时候。

#### 转向
虽然可以将向前步行的走路技巧很容易的转换到转向上来，但并不是所有时候都是这种情况。当雪鞋使用者有足够空间的时候，之前的技巧是可用并可行的，而在狭小的半圆区域，还有陡峭的斜坡以及类似北方針葉林中狭窄缝隙的时候，可能变得不切实际甚至是不可能的了。在这种环境下，学会使用类似于滑雪的“踢转”动作就变的很有必要：首先提起一只脚使雪鞋悬空而另外一只脚站立于地面，然后将悬空的脚以相对地面雪鞋直角方向放下（为了舒服些，离另一只雪鞋尽可能近一点），然后快速的在另外一只脚上重复同样的动作。如果配合手杖会更加容易完成。

## 脚注
1. ↑  .   [2014-04-17]. （原始内容存档于2009-02-13）.
2. ↑  .   [2014-04-17]. （原始内容存档于2019-12-18）.
3. ↑  Read, Tracy C. Snow dancin': A first-time buyer's guide to today's sure-footed, cutting-edge snowshoes 的存檔，存档日期2011-06-07. . Canadian Geographic, retrieved December 31, 2009
4. ↑  Stueck, Wendy. Snowshoes create false confidence, rescue veteran says after man slides to his death  （页面存档备份，存于） The 环球邮报 " Dec. 07, 2009, retrieved Jan 1 2010

## 外部連結
- Snowshoe Magazine （页面存档备份，存于）
- Corinth, NY
- Snowshoes & Snowshoeing Page - A Primer （页面存档备份，存于）, by Adirondack Mountains photography and longtime snowshoe enthusiast Carl Heilman.
- United States Snowshoe Association